# Cot Lampase
Cot Lampase är en kulle i Indonesien.   Den ligger i provinsen Aceh, i den västra delen av landet, 1 800 km nordväst om huvudstaden Jakarta. Toppen på Cot Lampase är 205 meter över havet. Cot Lampase ligger på ön Pulau We.
Terrängen runt Cot Lampase är kuperad åt nordväst, men åt nordost är den platt. Havet är nära Cot Lampase söderut.  Närmaste större samhälle är Sabang, 11,7 km norr om Cot Lampase. 